# Heinrich Rondi
Heinrich Rondi (* 19. Juni 1877 in Düsseldorf; † 5. November 1948 ebenda) war ein deutscher Gewichtheber, Ringer und Tauzieher.

## Leben
Heinrich Rondi wuchs in Düsseldorf auf und betätigte sich seit seinem 15. Lebensjahr als Sportler. Zunächst turnte er und betrieb Leichtathletik. Als er immer schwerer wurde, besuchte er, animiert von Ringern, das Training der Schwerathleten. Er traf dort eines Tages auf den Weltmeister der Berufsringer Jakob Koch aus Neuss, mit dem er das Ringen trainierte und der sein Talent schnell erkannte. Jakob Koch versuchte Heinrich Rondi zu überreden, zu den Berufsringern überzutreten. Rondi blieb aber Amateur und widmete sich seit seinem 20. Lebensjahr nur mehr der Schwerathletik (Ringen und Gewichtheben).
Im Laufe seiner Karriere, die von 1906 bis 1914 dauerte, wurde er Olympiasieger, Weltmeister und Europameister. Dabei war er einer der wenigen Schwerathleten, die sowohl im Ringen als auch im Gewichtheben zur absoluten Weltspitze gehörten. Er wog in seinen besten Wettkampfjahren ca. 110 kg.
Im Ersten Weltkrieg diente er als Freiwilliger bei der Feldartillerie. Dabei zog er sich ein Nierenleiden zu, das ihn zwang nach der Entlassung aus dem Heer nicht wieder mit dem Kraftsport zu beginnen. Ab seinem 50. Lebensjahr nahm er aber in der Altersklasse wieder an Wettbewerben im Ringen und Gewichtheben teil und sicherte sich in beiden Disziplinen noch einige deutsche Meistertitel.
Heinrich Rondi betrieb in der Linienstraße 19 in Düsseldorf eine Gastwirtschaft. Dort wohnte 1938 auch der Klempner Moritz Sommer, der in der Sprache des Nationalsozialismus „Halbjude“ war. In der Pogromnacht 1938 versuchten aufgehetzte Nationalsozialisten Moritz Sommers habhaft zu werden. Heinrich Rondi stellte sich diesen Horden mit dem ganzen Gewicht seiner drei Zentner Körperfülle entgegen und erreichte tatsächlich, dass der Nazi-Schlägertrupp wieder abzog. Moritz Sommer wurde dann von Heinrich Rondi und anderen hilfsbereiten Nachbarn bis zum 15. April 1945 versteckt. An diesem Tag wurde Sommer von einer Heeresstreife entdeckt und zwei Tage vor dem Einmarsch der Amerikaner gefoltert und auf dem Oberbilker Markt in Düsseldorf öffentlich erhängt.
Rondi nahm an den Olympischen Zwischenspielen in Athen im Tauziehen teil, wo er im deutschen Team die Goldmedaille gewinnen konnte. Außerdem nahm er noch beim Ringen und beim Gewichtheben teil. Beim Ringen erreichte er den vierten Platz und beim Gewichtheben mit einer Hand den dritten und damit die Bronzemedaille.

## Karriere als Ringer
Heinrich Rondi nahm nach vielen Erfolgen im Rheinland, das damals eine Ringerhochburg war, im Jahre 1906 an der Europameisterschaft in Den Haag teil. Gerungen wurde damals in Europa nur im griechisch-römischen Stil. Im Schwergewicht siegte er dabei vor dem Niederländer C. Kok und Fritz Stolzenwald, Deutschland und wurde damit Europameister. Kuriosität am Rande: Die Wettkämpfe im Ringen dauerten wegen der vielen Teilnehmer am Schlusstag bis um sieben Uhr morgens. Da Heinrich Rondi in Den Haag auch Europameister im Gewichtheben wurde, schaffte er es als einziger Sportler der Welt, bei derselben Veranstaltung Europameister im Ringen und Gewichtheben zu werden.
Im Jahre 1906 fanden in Athen die so genannten Zwischenspiele zum Gedenken der zehnjährigen Wiedereinführung der Olympischen Spiele statt. Heinrich Rondi erfuhr vom deutschen Sportausschuss vier Tage vor der Abreise nach Athen, dass er dort für Starts im Ringen und Gewichtheben vorgesehen war. Von gezielter Vorbereitung auf diese Spiele konnte deshalb bei ihm keine Rede sein. Im Ringen kam er im Schwergewicht, nach einer Niederlage gegen den späteren Olympiasieger Søren Marinus Jensen aus Dänemark auf den 4. Platz.
Bei der Europameisterschaft 1907 in Kopenhagen verlor Heinrich Rondi gleich seinen ersten Kampf gegen den Dänen Alfred Hansen und belegte den 8. Platz. Weitaus erfolgreicher war er bei der Weltmeisterschaft desselben Jahres in Frankfurt am Main. Er wurde dort hinter dem Dänen Hans-Heinrich Egeberg und vor Gustav Sperling, Deutschland und Carl Jensen aus Dänemark Vize-Weltmeister. In Frankfurt am Main fand auch die Weltmeisterschaft im Gewichtheben statt, bei der Heinrich Rondi ebenfalls am Start war.
Bei deutschen Meisterschaften schaffte Heinrich Rondi nur im Jahre 1909 den Sprung auf die Siegertreppe, als er hinter Willi Dießner aus Essen und Winkler aus Mannheim den 3. Platz belegte.

### Internationale Erfolge
(OS = Olympische Spiele, WM = Weltmeisterschaft, EM = Europameisterschaft, GR = griechisch-römischer Stil, S = Schwergewicht, meist über 85 kg Körpergewicht)
- 1906, 1. Platz, EM in Den Haag, GR, S, vor C. Kok, Niederlande und Fritz Stolzenwald, Deutschland;
- 1906, 4. Platz, OS in Athen, GR, S, hinter Søren Marinus Jensen, Dänemark, Henri Baur, Österreich und Marcel Dubois, Belgien;
- 1907, 8. Platz, EM in Kopenhagen, GR, S; Sieger: Carl Jensen vor Søren Marinus Jensen und Helge Nahmesen, alle Dänemark;
- 1907, 2. Platz, WM in Frankfurt am Main, GR, S, hinter Hans-Heinrich Egeberg, Dänemark und vor Gustav Sperling, Deutschland, Carl Jensen und Wilhelm Weiß, Deutschland

## Karriere als Gewichtheber
Noch erfolgreicher als im Ringen war Heinrich Rondi im Gewichtheben. In den einzelnen Disziplinen Drücken, Reißen und Stoßen, die sowohl einarmig als auch beidarmig betrieben wurden, spielte die Technik seinerzeit eine untergeordnete Rolle. Was zählte, war die reine Kraft. So war beim Reißen und Stoßen zeitweise sogar verboten, die Fußstellung zu verändern (Ausfall, Hocke) oder in die Knie zu gehen. Wer es trotzdem tat, musste mit Gewichtsabzügen rechnen. Es wurde meist ein Vierkampf oder ein Fünfkampf ausgetragen. Der olympische Dreikampf kam erst im Jahre 1920 in das Programm.
Die Höchstleistungen von Heinrich Rondi waren:
- 99,75 kg einarmiges Reißen rechts,
- 90 kg, einarmiges Reißen links,
- 93,25 kg, einarmiges Drücken rechts,
- 88,25 kg, einarmiges Drücken links,
- 109,5 kg einarmiges Stoßen rechts,
- 100 kg, einarmiges Stoßen links,
- 121 kg beidarmiges Reißen,
- 140 kg beidarmiges Drücken,
- 174 kg beidarmiges Stoßen

Als Spezialist im einarmigen Reißen rechts stellte er in dieser Übung von 1903 bis 1912 folgende Weltrekorde auf: 86,5 kg, 89,5 kg, 90,5 kg, 91,5 kg, 92,5 kg, 93 kg, 94,25 kg, 96 kg 96,5 kg u. 99,75 kg.
Obgleich die Siegerlisten aus jenen Jahren sehr unvollständig sind, lassen sich folgende Wettkämpfe von Heinrich Rondi rekonstruieren:

### Internationale Erfolge
- 1906, 1. Platz, EM in Den Haag, Vierkampf (VK), S, (Rondi erzielte dabei u. a. im beidarmigen Drücken 130 kg und im beidarmigen Stoßen mit unfreiem Umsetzen 148 kg) vor Dorries, Niederlande, Heinrich Schneidereit und Schorn, beide Deutschland;
- 1906, Bronzemedaille, OS in Athen im einarmigen Reißen, S, mit 65,45 kg hinter Josef Steinbach, Österreich, 76,55 kg, Tullio Camillotti, Italien, 73,75 kg u. Heinrich Schneidereit, 73,75 kg und 4. Platz, im beidarmigen Stoßen, S, mit 129,5 kg, gemeinsam mit Alexander Maspoli, Italien und Heinrich Schneidereit, 129,5 kg und hinter Dimitri Tofalos, Griechenland, 142,5 kg und Josef Steinbach, 136,5 kg;
- 1907, 1. Platz, EM in Kopenhagen, VK, S, mit 453 kg (93 kg einarmiges Reißen rechts, 85 kg einarmiges Reißen links, 127,5 kg beidarmiges Drücken und 147,5 kg beidarmiges Stoßen) vor Dorn, Dänemark;
- 1907, 1. Platz, WM in Frankfurt am Main, VK, S, mit 12,5 Punkten vor Heinrich Schneidereit und Georg Schleidt, beide Deutschland;
- 1909, 2. Platz, WM in Düsseldorf, VK, S, hinter Josef Grafl, 460 kg, und vor Berthold Tandler, beide Österreich;
- 1911, 2. Platz, WM in Stuttgart, VK, S, hinter Josef Grafl, 471,5 kg (85 kg und 80 kg einarmiges Reißen, 142,5 kg beidarmiges Drücken und 164 kg beidarmiges Stoßen) und vor Heinrich Schneidereit

## Deutsche Meisterschaften
(Anmerkung: fanden damals nur alle 3 Jahre statt)
- 1909 in Bonn, 1. Platz, VK, S, mit 445 kg vor Fritz Eickeltrath, Essen, 420 kg und P. Küpper, Düsseldorf, 407,5 kg;
- 1912 in Frankfurt am Main, 1. Platz, Fünfkampf. S, mit 547,5 kg, vor Heinrich Schneidereit, 542,5 kg und Karl Mörke, Köln, 450 kg

## Tauziehen
Bei den Olympischen Zwischenspielen 1906 in Athen fand auch ein Wettkampf im Tauziehen statt, bei dem die aus Matrosen bestehende Mannschaft Griechenlands hoher Favorit war. Gegen die erst in Athen aus Schwer- und Leichtathleten sowie Turnern zusammengestellte deutsche Mannschaft, der u. a. Heinrich Rondi und Heinrich Schneidereit angehörten, hatten die Griechen aber keine Chance. Deutschland gewann die Goldmedaille vor Griechenland und Schweden und Heinrich Rondi war damit Olympiasieger. Weitere Wettkämpfe im Tauziehen bestritt er nicht mehr.